# C/1999 F1
C/1999 F1 (Catalina) là một trong những sao chổi quỹ đạo dài được biết lâu đời nhất. Nó được phát hiện vào ngày 23 tháng 3 năm 1999, bởi Khảo sát Bầu trời Catalina.
Sao chổi này có một cung quan sát là 2.360 ngày cho phép ước tính tốt về quỹ đạo. Quỹ đạo của sao chổi dài được thu thập đúng khi quỹ đạo mật tiếp được tính tại một kỷ nguyên sau khi rời khỏi vùng hành tinh và được tính theo trọng tâm của khối lượng của hệ mặt trời. C / 1999 F1 thực hiện cách tiếp cận gần nhất với sao Hải vương vào tháng 8 năm 2017. Sử dụng JPL Horizons, các phần tử quỹ đạo barycentric cho kỷ nguyên 2035-Jan-01 tạo ra một trục bán chính là 33.300 AU, khoảng cách apoapsis 66.600 AU và một khoảng thời gian khoảng 6 triệu năm. Sao chổi West có chu kỳ tương tự.
Truy cập cơ sở dữ liệu vật thể nhỏ nhỏ JPL chung sử dụng kỷ nguyên điểm cận nhận gần 19 tháng 5 năm 2001  trước khi sao chổi rời khỏi vùng hành tinh và làm cho điểm aphelion lập dị không chính xác vì nó không tính đến bất kỳ sự nhiễu loạn hành tinh nào. Giải pháp cơ sở dữ liệu cơ thể nhỏ JPL nhật tâm cũng không tính đến khối lượng sao Mộc